# Барсукова, Юлия Владимировна
Ю́лия Влади́мировна Барсуко́ва (31 декабря 1978, Москва) — российская гимнастка, Олимпийская чемпионка в индивидуальном многоборье Сидней (2000), заслуженный мастер спорта по художественной гимнастике (1999), общественный и политический деятель.

## Биография
С пяти лет начала заниматься фигурным катанием. Однако, увидев выступления и тренировки девушек, занимающихся художественной гимнастикой, заинтересовалась этим видом спорта. В 8 лет отец записал Барсукову в секцию художественной гимнастики (район Измайлово города Москвы). После трёх лет занятий перевелась в специализированную спортивную среднюю школу Таганского района.
До 16 лет тренировалась у тренера национальной школы художественной гимнастики Веры Силаевой. Затем стала тренироваться у Ирины Винер — главного тренера национальной сборной по художественной гимнастике. По словам Винер Барсукова не имела яркой индивидуальности, не улыбалась во время выступлений. Винер оставила гимнастку в команде только по просьбе хореографа национальной сборной Вероники Шатковой, которая утверждала, что глупо прогонять Юлию — «балерину от Бога».
Над программами выступлений спортсменки работала Наталья Кукушкина.
Выступая на различных международных соревнованиях, Барсукова не раз получала неофициальные награды за выдающуюся хореографию. Получила неофициальное звание «Мисс Большой театр». Это произошло на праздновании пятнадцатилетия журнала «Балет», где Барсукова выступала вместе со звёздами Большого театра. Её «Умирающий лебедь» привел в восторг знаменитых танцовщиков, которые аплодировали Юлии стоя.
Чемпионка России (1998, 1999) в отдельных видах упражнений, чемпионка мира (1999, 2000) и Европы (1999, 2000) в командном зачёте и в отдельных видах упражнений. Победитель Игр XXVII Олимпиады в Сиднее (2000) в личном многоборье. После Олимпиады ушла из большого спорта. Были попытки работать в балете на льду. В конце 2006 года принимала участие в проекте Первого Российского телеканала «Звёзды на льду».
Руководитель отделения художественной гимнастики ГБПУ «Московское среднее профессиональное училище олимпийского резерва № 1» Москомспорта.
Ранее[уточнить] выступала за МГФСО и «Динамо».

## Личная жизнь
Барсукова была замужем за Денисом Самохиным, бывшим российским танцором на льду, затем тренером по танцам на льду и международным техническим специалистом в Международном союзе конькобежцев. У них есть два сына: Никита (род. 2008) и Данила (род. 2017).

## Программы

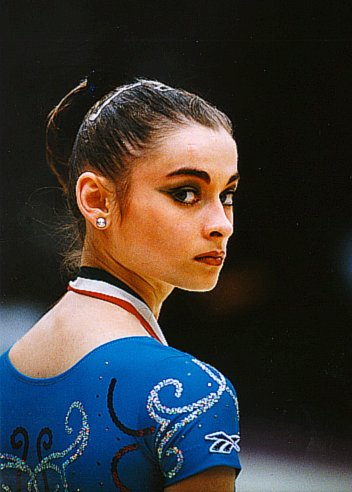
На чемпионате Европы 1999

| Год  | Предмет  | Музыкальная композиция                                                                              |
| ---- | -------- | --------------------------------------------------------------------------------------------------- |
| 2000 | Обруч    | Nightmare музыка из фильма «Властелин танца» — Ронан Хардиман                                       |
| 2000 | Скакалка | Breath of Sax — dj dado feat control X                                                              |
| 2000 | Мяч      | Умирающий лебедь музыка из сюиты «Карнавал животных» — Камиль Сен-Санс                              |
| 2000 | Лента    | The Feeling Begins (from The Last Temptation of Christ) — Питер Гэбриел                             |
| 1999 | Обруч    | Introduction: Moderato Assai — Allegro Ma Non Troppo из балета «Лебединого озера» — Пётр Чайковский |
| 1999 | Скакалка | Act I: Danse Generale (Valse-Coda) музыка из балета «Жизель» — Адольф Адан                          |
| 1999 | Мяч      | Умирающий лебедь музыка из сюиты «Карнавал животных» — Камиль Сен-Санс                              |
| 1999 | Лента    | The Feeling Begins (из Последнего искушения Христа) — Питер Гэбриел                                 |
| 1998 | Обруч    | Introduction: Moderato Assai — Allegro Ma Non Troppo из балета «Лебединого озера» — Пётр Чайковский |
| 1998 | Булавы   | I was born in Mexico / Arabia музыка из фильма «Дон Жуан де Марко» — Майкл Кэймен                   |
| 1998 | Мяч      | Умирающий лебедь музыка из сюиты «Карнавал животных» — Камиль Сен-Санс                              |
| 1998 | Лента    | At the Circus / Adagio of Spartacus and Phrygia (из балета «Спартак») — Арам Хачатурян              |
| 1997 | Обруч    | ?                                                                                                   |
| 1997 | Булавы   | I was born in Mexico / Arabia музыка из Don Juan de Marco — Майкл Кэймен                            |
| 1997 | Мяч      | Умирающий лебедь музыка из сюиты «Карнавал животных» — Камиль Сен-Санс                              |
| 1997 | Лента    | At the Circus / Adagio of Spartacus and Phrygia (из балета «Спартак») — Арам Хачатурян              |
| 1996 | Скакалка | ?                                                                                                   |
| 1996 | Булавы   | I was born in Mexico / Arabia музыка из фильма «Дон Жуан де Марко» — Майкл Кэймен                   |
| 1996 | Мяч      | Умирающий лебедь музыка из сюиты «Карнавал животных» — Камиль Сен-Санс                              |
| 1996 | Лента    | ?                                                                                                   |

## Спортивные результаты
- 1998 Финал Гран-при. 8-е место — многоборье; 7-е место обруч.
- 1999 Чемпионат России 3-е место — многоборье.
- 1999 Чемпионат Европы 4-е место — многоборье; 1-е место — скакалка; 2-е место — мяч; 3-е место обруч.
- 1999 Чемпионат мира 1-е место — команда ; 3-е место — многоборье, скакалка.
- 2000 Чемпионат России 3-е место — многоборье, обруч; 1-е место — лента; 2-е место — скакалка, мяч.
- 2000 Чемпионат Европы 1-е место — команда, скакалка; 3-е место — многоборье, обруч, мяч.
- 2000 Олимпийские игры Сидней (Австралия) 1-е место — многоборье.
- 2000 Финал Гран-при 1-е место — многоборье, скакалка, мяч, лента.
- 2000 Кубок мира 1-е место обруч; 2-е место — скакалка, мяч, лента.